# 佩雷罗-德阿吉亚尔
佩雷罗－德阿吉亚尔（西班牙語：Pereiro de Aguiar），是西班牙加利西亚自治区奥伦塞省的一个市镇。总面积61平方公里，总人口5292人（2001年），人口密度87人/平方公里。